# Jean Vercoutter

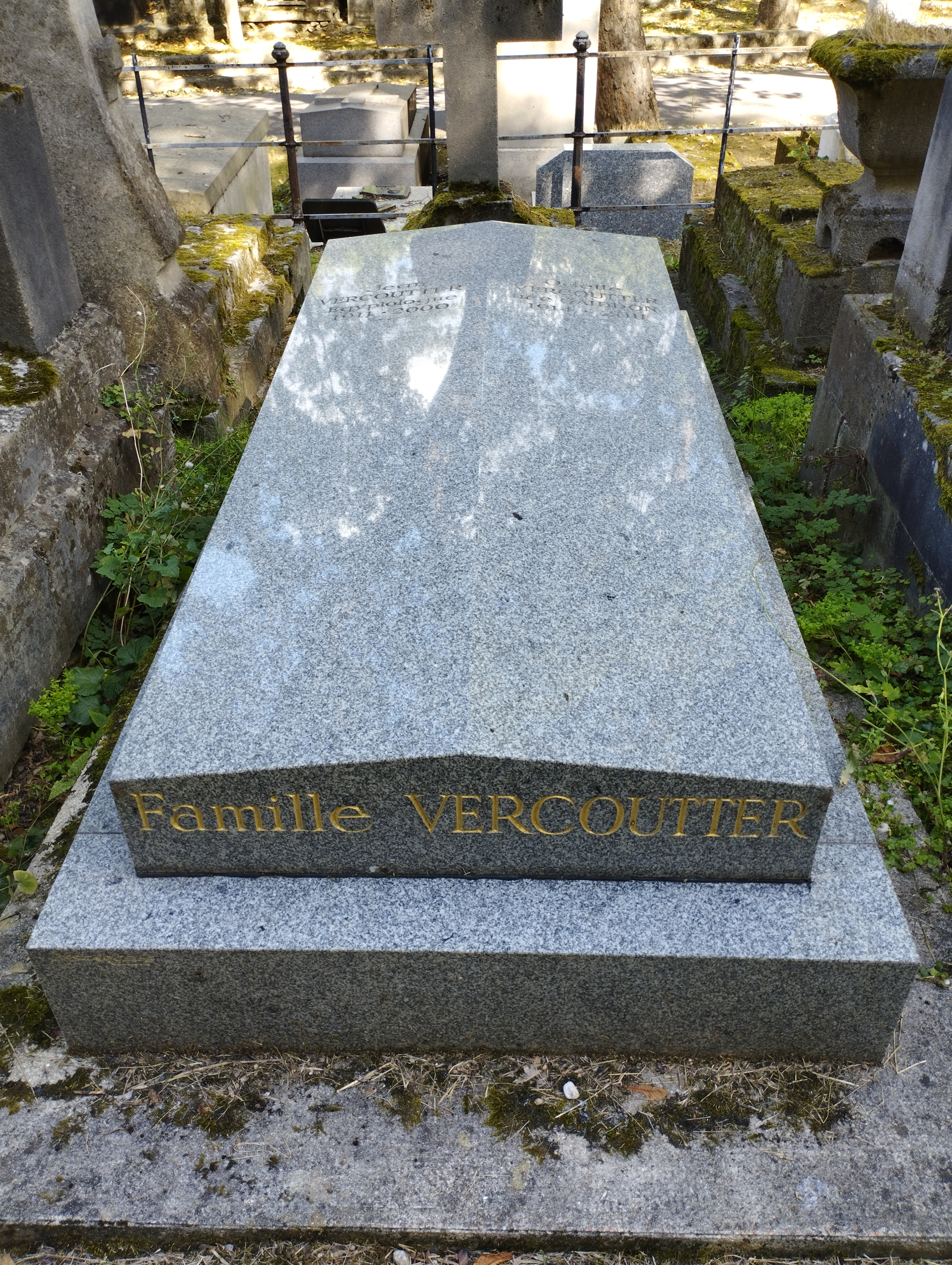
Tomba de Jean Vercoutter.

Jean Vercoutter fou un egiptòleg francès, nascut el 20 de gener del 1911 i mort el 16 de juliol del 2000.

## Biografia
Nascut a Lambersart (prop de Lilla), Jean Vercoutter freqüenta l'Académie Julian per iniciar-se en la pintura, però ben aviat els seus interessos s'inclinen més aviat per l'egiptologia sota el guiatge d'Alexandre Moret, de Raymond Weill i de Gustave Lefebvre.
El 1939, es llicencia a la secció IV de l'École pratique des hautes études amb una tesi sobre Les objets égyptiens et égyptisants du mobilier funéraire carthaginois i és nomenat pensionari de l'Institut français d'archéologie orientale del Caire (IFAO). Participa en les excavacions de Karnak i dirigeix la de Tufium.
Quan retorna a França, entra al CNRS (1949-1955). Durant tots aquests anys, va continuar les seves recerques sobre les relacions entre egipcis i prehel·lens; amb el mateix grau d'erudicció que de prudència crítica, ofereix, a partir de les fonts egípcies, conclusions fermes i ponderades sobre les relacions entre aquestes dues grans civilitzacions: la faraònica i la cretenca (transmesa per Micenes); s'ocuparà d'aquest tema en la seva tesi d'Estat : L'Égypte et le monde égéen préhellénique, que va defensar el 1953. Fou nomenat professor a la Universitat de Lilla el 1960.
Jean Vercoutter es mantindria fidel a les seves amistats pictòriques, especialment a Alfred Manessier o Jean Le Moal.
Després del seu traspàs, els seus arxius foren donats a la Universitat Lille III el setembre del 2012.

## Publicacions
- Amb Cyril Aldred, J.L. Cenival, F. Debono, Christiane Desroches Noblecourt, Jean-Philippe Lauer i Jean Leclant, Le temps des pyramides, L'univers des formes, Gallimard, Paris, 1978.
- Amb Ch. Desroches Noblecourt, Un siècle de fouilles françaises en Égypte 1880-1980, centenari de l'escola del Caire (IFAO), Museu del Louvre, museu d'art i assaig, Palais de Tokyo, París, 21 de maig / 15 octubre 1981 IFAO, El Caire, 1981.
- Essai sur les relations entre Égyptiens et pré-hellènes, núm. 6, L'Orient Ancien illustré, A. Maisonneuve, Paris, 1954.
- L'Égypte et le monde égéen pré-hellénique, étude critique des sources Égyptiennes du début de la Dynastie XVIIIe à la fin de la XIXe dynastie, núm 22, BdE, IFAO, El Caire, 1956.
- L'Égypte ancienne, Que sais-je ?, núm. 247, PUF, Paris, 1960, 1982.
- Institut français d'archéologie orientale du Caire, Livre du Centenaire (1880-1980), núm. 104, MIFAO, El Caire, 1980.
- Les Affamés d'Ounas et le changement climatique de la fin de l'Ancien Empire, MGEM, IFAO, Le Caire, 1985.
- À la recherche de l'Égypte oubliée, col·lecció Découvertes Gallimard (nº 1), Gallimard, Paris, 1986, 1988, 1991, 1998 et 2000.
- L'Égypte et la vallée du Nil, des origines à la fin de l'ancien empire 12000-2000 Av. J.-C., Nouvelle Clio, PUF, Paris, 1992.
- Le déchiffrement des hiéroglyphes égyptiens 1680-1840, p. 579-586, The Intellectual Heritage of Egypt, Budapest, 1992.
- La fin de l'Ancien Empire : un nouvel examen, Vol. 2, p. 557-562, Atti del VI Congresso Internazionale di Egittologia, Torí, 1993.
- Les barrages pharaoniques. Leur raison d'être, p. 315-326, Les problèmes institutionnels de l'eau en Égypte ancienne et dans l'Antiquité méditerranéenne, IFAO, El Caire, 1994.
- Étude des techniques de construction dans l'Égypte ancienne, 3, la décoration des parois, son principe et les dangers d'équivoques qu'elle peut entraîner en ce qui concerne la datation des édifices, MGEM, IFAO, El Caire, 1985.